# 獻給某飛行員的戀歌
《獻給某飛行員的戀歌》（日语：とある飛空士への恋歌）是日本的輕小說作品。作者為犬村小六，插畫是森沢晴行。由小學館Gagaga文庫所發行。為作者於2008年出版作品《對某飛行員的追憶》的續作，《飛行員》系列第2彈。2013年5月於Gagaga文庫官網宣布動畫化的消息。

## 故事簡介
在數萬名市民歡送之下，空中之島伊斯拉經由盛大的出航儀式踏上旅程，飛航目的是「尋找天空的盡頭」，理由雖然冠冕堂皇，但卻無人能保證歸期，可說是一場漫無目標的旅程。
卡路兒操縱著阿爾康號戰鬥機，冷眼旁觀這場儀式。他曾是這個國家的第一王子，但在六年前的「風之革命」中失去一切。他憎恨的視線朝向「風之革命」的旗幟人物，新任伊斯拉管區長的妮娜．維恩特……
本作品以《對某飛行員的追憶》背景世界為舞台，一萬兩千公尺的天空，再度展開一場戀愛與空戰的物語！

## 登場人物

### 主要人物
卡路兒·阿巴斯（聲：花江夏樹）
15歲。凱格斯高中飛行科，聖特汝爾班學生，住宿生。六月六日生日。
本名卡爾·拉·伊爾，前巴雷特洛斯王國的第一王子，在風之革命中失去父母、家園、地位，事後共和官方謊稱其在王妃死後因肺炎惡化而病逝，得年九歲。
風之革命後在監獄度過一個月後被米海兒·阿巴斯收養，與阿巴斯三姐妹成為家人，但必須隱瞞自己的前王子身份，以卡路兒·阿巴斯為名度過平民的生活。母親瑪利亞在心中占有很重的地位，失去母親的悲傷及看見母親所受的屈辱，令他對妮娜·維恩特充滿憎恨，並一心想要復仇。
后在贝德蓝·索雷尔公爵的资助下，和干妹妹艾黎儿一起登上伊斯拉，进入凯格斯高中飞行科。登上伊斯拉后的第一天便和克莉亚·库鲁斯偶遇，互相产生爱慕之情。
在与天空一族的战争中， 被“黑尾鸥”所救。
战争之后，和克莉亚·库鲁斯见面时，发现了克莉亚的真面目是妮娜·维恩特，从而发狂。在伊格纳修·阿克西斯的“殴打”下恢复正常。之后和伊格纳修乘同一架飞机参加到护卫观测机的任务；在紧急关头，对克莉亚喊出了“活下去”，从而使克莉亚恢复呼风能力，避免了舰队毁灭。
在知道“天空一族”和伊斯拉的停战条件是交出克莉亚之后，向克莉亚提议一起逃到天空的尽头，但是遭到了婉拒。在克莉亚登上空族飞行舰艇之前，卡路儿向克莉亚作出了一定要将她夺回来的承诺，并且公开了自己是旧巴雷特洛斯王国的第一王子的身份。
在返回巴雷特洛斯共和国之后，为了将克莉亚夺回来，积极奔走，并最终组建了第二次伊斯拉舰队，踏上了前往“天空一族”的旅程。
克莉亞·庫魯斯（聲：悠木碧）
來自巴雷特洛斯。15歲。范·維爾班的學生。
小時候因持有能自由操縱風的能力而被周圍的人稱為「魔女」，更遭到周圍的小孩欺凌。
幼年時與母親、弟弟同住，某日收稅官來到家中要求克莉亞的母親將小孩出售抵債，母親在一番掙扎後選擇的正是克莉亞，造成往後克莉亞害怕「不被人需要」。
克莉亞長時間受人指使喬扮成妮娜·維恩特作為革命象徵，據克莉亞所言，她只要坐在那、做別人要求的事就會被人所需要。
在伊斯拉旅行中由于听到了关于卡爾·拉·伊爾的谣言，便怀疑卡路儿·阿巴斯可能就是卡爾·拉·伊爾。
在与“天空一族”的战争之后和卡路儿相遇时，确认了卡路儿的身份。在“天空一族”的再战中听到卡路儿“活下去”，从而使克莉亚恢复呼风能力，避免了舰队毁灭。在伊斯拉和“天空一族”达成停战条件后前往“天空一族”。
妮娜·維恩特
「風之革命」的旗幟人物，伊斯拉管區長，真實身分即是克莉亞。
能自由自在地操縱風，被稱為「呼風少女」、「統治風的處女王」、「聖阿爾迪斯坦的愛女」。在「風之革命」後瞭解到自己的能力為他人帶來不幸而受到打擊失去呼喚風的能力。
艾黎兒·阿巴斯（聲：竹達彩奈）
15歲。凱格斯高中飛行科，聖特汝爾班學生，住宿生。比卡路兒年幼一天的乾妹妹，六月七日生日。
表面上個性好動、開朗，實際上十分細膩、溫柔。時常和卡路兒爭論對方是弟弟、妹妹的輩分問題。
廚藝非常好，做出來的料理會讓任何人十分著迷。
因为在与“天空一族”的战争中受的伤会影响到瞬间反应，之后便转到了维修科。
在结束伊斯拉的旅程之后，进入阿巴斯公司。
伊格納修·阿克西斯（聲：石川界人）
來自貝拿雷斯。聖特汝爾班學生，住宿生。是個謎樣重重的美少年。
知道卡路兒的真實身分，並對他抱持著敵意。跟克莉亞似乎有著密切的關係。
個性安靜又十分冷漠。在學校總是獨來獨往，不跟其他人互動。
艾黎兒的熱情關懷，讓他有些不擅長應對，後期在艾黎兒跟其他同學的相處下逐漸敞開心扉，被其他同學稱為之「傲嬌」。
是卡路兒的同父異母的兄弟(動畫版明確設定為弟弟)。
后与妮娜·维恩特一起前往天空一族。

### 凱格斯高中飛行科學生
飛行科中分為聖特汝爾班、范・維爾班兩種班級，前者為普通人就讀，後者為貴族、重要人士就讀。
但是實技課程時兩班會混合進行。

#### 聖特汝爾班
奈奈子·花崎（聲：南條愛乃）
來自齋之國。聖特汝爾班學生，住宿生。
结束伊斯拉的旅程之后，成为作家，将伊斯拉的生活写成了一本书《天空尽头的伊斯拉》。
莎朗·摩科絲（聲：早見沙織）
來自貝拿雷斯。聖特汝爾班學生，住宿生。班哲明的青梅竹馬。结束伊斯拉的旅程之后，进入军队成为第七十二飞行战队通信员。
千春·得·路西亞（聲：田野麻美）
父親是巴雷特洛斯人，母親是齋之國人，混血兒。聖特汝爾班學生，住宿生。
和光男·福原一起执行接触“天空一族”的任务，在跳伞后被班德拉斯救起。因为搭档光男·福原的牺牲而精神一度濒临崩溃。和光男同样被授予圣堂座骑士十字勋章。
光男·福原（聲：濱添伸也）
來自齋之國。聖特汝爾班學生，住宿生。
由于接触“天空一族”的任务而牺牲，被追授代表正规一等飞行员的老鹰徽章和圣堂座骑士十字勋章。
班哲明·夏禮夫（聲：立花慎之介）
來自貝拿雷斯。聖特汝爾班學生，住宿生。莎朗的青梅竹馬。因为在与“天空一族”的战争中射击观测而受重伤，但也因此获得高度评价，在结束伊斯拉的旅程之后，获颁“功二级银鹰勋章”。
进入禁卫航空战队，成为飞行少尉。
憲明·柏原（聲：下野紘）
來自齋之國。聖特汝爾班學生，住宿生。
因为在与“天空一族”的战争中射击观测而受重伤。在结束伊斯拉的旅程之后进入军队。
沃夫岡·鮑曼（聲：丹澤晃之）
來自貝拿雷斯。聖特汝爾班學生，住宿生。 在与“天空一族”的战争中牺牲，被追授代表正规一等飞行员的老鹰徽章。
馬可·桑德斯（聲：本橋大輔）
聖特汝爾班學生。

#### 范・維爾班
浮士德·費德爾·梅塞（聲：保志總一朗）
范・維爾班的學生。雷波特·梅塞之子。在与“天空一族”的战争中牺牲，被追授代表正规一等飞行员的老鹰徽章。

### 凱格斯高中飛行科教師
皇·羅多里哥·班德拉斯（聲：黑田崇矢）
聖特汝爾班的導師。
索妮亞·芭蕾斯（聲：内山夕實）
范·維爾班的導師。

### 伊斯拉「四人議會」
路易斯·得·阿拉康（聲：小杉十郎太）
航海長。
雷波特·梅塞（聲：屋良有作）
騎士團團長。
阿梅里亞·塞凡提斯（聲：瀧本富士子）
外務長。
馬克斯·桑其斯（聲：前田剛）
財務長。

### 其他人物
靜香·羽染（聲：佐藤はな）
凱格斯高中的宿舍管理員。
雖然體型嬌小，但是食量驚人。常說自己只是一介派遣人員。擁有超群的戰鬥能力。动画末尾表明她是天上帝國的特務。
烏西拉伯爵夫人（聲：加納千秋）
妮娜·維恩特的貼身管家。
是個一絲不苟的人，常對克莉亞的生活舉止提出糾正。她只聽從上級的指示而非克莉亞，因此更像是在監視克莉亞。
米海兒·阿巴斯（聲：松山鷹志）
阿巴斯三姊妹的父親。「風之革命」後，收留失去一切的前巴雷特洛斯王國的第一王子卡爾·拉·伊爾。
諾兒·阿巴斯（聲：秦佐和子）
22歲，長女。在卡路兒來到家時16歲。
曼妞兒·阿巴斯（聲：濱崎奈奈）
18歲，次女。在卡路兒來到家時12歲。
葛列果里歐·拉·伊爾
前巴雷特洛斯王國的國王。卡爾·拉·伊爾和伊格納修·阿克西斯的親生父親。在風之革命中喪生。
瑪利亞·拉·伊爾（聲：天野由梨）
前巴雷特洛斯王國的皇妃。卡爾·拉·伊爾的親生母親。在風之革命中喪生。
貝德藍·索雷爾公爵
元老會的折衷派。希望前王國第一王子能参加伊斯拉計劃，離開巴雷特洛斯共和國。
阿梅里亞諾邊境公爵
元老會的共和派。在背後操縱著妮娜·維恩特。
加斯巴公爵
元老會的王政復古派。

### 神聖雷瓦姆皇國
黑尾鷗
疑似為前作的男主角——狩乃·查尔斯。受到卡路兒憧憬。
璜娜·雷瓦姆
神聖雷瓦姆皇國執政長官、皇民議會首席（前作的女主角）。
馬科斯·葛雷洛中將
聖泉探索艦隊的飛行戰艦—愛爾巴斯特的司令官。

### 天空一族
巴西流斯·奥迪斯卡
第一飛行要塞『斯科比烏斯』的司令官。
塞農·卡瓦迪斯
外務尚書省次官。
馬紐斯·西德斯
空族第二王子，側室的孩子。

## 登場兵器・飛空機
- 伊斯拉方面

阿爾康號
學生實習用傾翼式雙座水上戰鬥機，設計類似美軍現役的V-22魚鷹式傾轉旋翼機。
拉嘎迪亞
類似阿爾康號，是為空艇騎士團正式战斗机，共六十架，也是双座式水上戰鬥機。能够垂直起飞降落，充电、性能較佳。
馬奇頓·迪歐
伊斯拉空艇骑士团的正規單座路基固定翼戰鬥機，共二十架。
马其那·迪欧的双翼配备前方固定机枪，三点式可收放起落架，战斗性能卓越；不过无法在水上充电、必须在跑道上起飞降落。
舰上空雷轰炸机（複座水上雷撃机）
是空艇骑士团的双座轰炸机，共一百五十多架。
马斯特拉
机身为全白色，机翼前缘有红色的敌我识别条，装备2门20mm机炮，是在神聖雷瓦姆皇國技術支援下的試作機，也是卡路兒·阿巴斯的座机
路納·巴克
巴雷特洛斯飛行戰列艦，排水量六萬五千噸，配備相當於大和號般的四十六公分主砲，伊斯拉唯一的護衛艦。
- 空族方面

重型轟炸機
四引擎，長六十公尺，翼展約一百公尺的機體，似乎可做為運輸機。
螳螂
空族主力攻擊機，名稱來自其細長外表。樣貌似第二次世界大戰時期納粹德國空軍的Ju 87俯衝轟炸機。
銀狐
王牌座機，後遭黑尾鷗殲滅。樣貌似第二次世界大戰時期納粹德國空軍的Bf 109戰鬥機
魚雷艇
攻擊飛行軍艦的機型，防禦薄弱卻能潛水。
- 神聖雷瓦姆方面

艾列斯V
新型主力機種，黑尾鷗的座機。樣貌似第二次世界大戰時期英國皇家空軍的噴火式戰鬥機。
- 天上帝國方面

真電·改
前作中真電的衍生型，布局似二戰中的日軍局地戰機「震電」。

## 用語
巴雷特洛斯共和國
齋之國
貝拿雷斯帝国
神聖雷瓦姆皇國
天上帝國
天空一族
伊斯拉空艇騎士團
錫克拉湖
凱格斯高中
天空的盡頭
大瀑布
聖泉
空中之島
聖阿爾迪斯坦
聖阿爾迪斯坦的種子
呼風少女
超增壓

## 出版書籍
| 集數 | 小學館         | 小學館                 | 尖端出版      | 尖端出版               | 99读书人、上海文艺出版社 | 99读书人、上海文艺出版社 |
| 集數 | 發售日期       | ISBN                   | 發售日期      | ISBN                   | 发售日期                 | ISBN                     |
| ---- | -------------- | ---------------------- | ------------- | ---------------------- | ------------------------ | ------------------------ |
| 1    | 2009年2月18日  | ISBN 978-4-09-451121-5 | 2010年7月6日  | ISBN 978-957-10-4325-8 | 2014年2月                | ISBN 978-7-5321-5040-3   |
| 2    | 2009年7月17日  | ISBN 978-4-09-451149-9 | 2010年12月3日 | ISBN 978-957-10-4411-8 | 2014年2月                | ISBN 978-7-5321-5041-0   |
| 3    | 2009年12月18日 | ISBN 978-4-09-451177-2 | 2011年4月20日 | ISBN 978-957-10-4475-0 | 2014年2月                | ISBN 978-7-5321-5042-7   |
| 4    | 2010年8月18日  | ISBN 978-4-09-451226-7 | 2011年9月2日  | ISBN 978-957-10-4570-2 | 2014年2月                | ISBN 978-7-5321-5043-4   |
| 5    | 2011年1月18日  | ISBN 978-4-09-451248-9 | 2012年5月21日 | ISBN 978-957-10-4861-1 | 2014年2月                | ISBN 978-7-5321-5139-4   |

## 電視動畫
2014年1月6日開始播放。

### 製作人員
- 原作 - 犬村小六
- 監督 - 鈴木利正
- 系列構成 - 猪爪慎一
- 劇本 - 猪爪慎一、吉田玲子、兵頭一步、鈴木貴昭
- 軍事考証 - 鈴木貴昭
- 人物原案 - 森澤晴行
- 人物設定 - 原田大基
- 主機械設定 - 中谷誠一
- 效果動畫 - 橋本敬史
- 美術監督 - 加藤靖忠
- 色彩設計 - 關本美津子
- 攝影監督 - 棚田耕平
- 編輯 - 坂本久美子
- 3D監督 - 下山博嗣
- CGI導演 - 野嵜敦夫
- 音響監督 - 田中一也
- 音樂 - 大谷幸
- 製片人 - 久保雄輔、後藤謙治、阪口英昭、川北健、寺内勇美、岡村武真、藍谷厚史
- 動畫製作人 - 野崎康次
- 動畫製作 - TMS Entertainment
- 製作 - 「獻給某飛行員的戀歌」製作委員會

### 主題曲
片頭曲「azurite」
作詞：meg rock，作曲：伊藤賢，編曲：佐藤清喜，主唱：petit milady
片尾曲
作詞、作曲：津野米咲，編曲：龜田誠治、津野米咲，主唱：

### 各話列表
| 話數     | 日文標題 | 中文標題         | 劇本     | 分鏡              | 演出                | 作畫監督                                                                                                 | 效果作畫監督 |
| -------- | -------- | ---------------- | -------- | ----------------- | ------------------- | --- | ------------ |
| 第一話   |          | 啟程之島         | 豬爪慎一 | 鈴木利正          | 鈴木利正 原田奈奈   | 原田大基、容洪                                                                                           | 橋本敬史     |
| 第二話   |          | 凱格斯高中飛行科 | 豬爪慎一 | 平野俊貴          | 土屋康郎            | 中島里惠、戶部敦夫                                                                                       | 橋本敬史     |
| 第三話   |          | 風之革命         | 豬爪慎一 | 本多康之          | 佐佐木純人          | 相澤秀亮、小畑賢                                                                                         | 橋本敬史     |
| 第四話   |          | 星之海原         | 吉田玲子 | 加瀨充子          | 三瓶聖 齊藤哲也     | 山中純子、容洪                                                                                           | 橋本敬史     |
| 第五話   |          | 呼風少女         | 豬爪慎一 | 花井宏和          | 花井宏和            | 北原章雄、清水勝祐 青木昭仁                                                                              | 橋本敬史     |
| 第六話   |          | 聖泉             | 吉田玲子 | 佐山聖子          | 山內東生雄          | 齊藤大輔 垣野內成美                                                                                      | 橋本敬史     |
| 第七話   |          | 散華             | 鈴木貴昭 | 佐川梅三郎        | 原田奈奈            | 中島里惠、戶部敦夫 高木信一郎、柳瀨讓二                                                                  | 橋本敬史     |
| 第八話   |          | 鳥的名字         | 兵頭一步 | 矢野博文          | 土屋康郎            | 高鉾誠、容洪 柳瀨讓二                                                                                    | 橋本敬史     |
| 第九話   |          | 你的名字是       | 吉田玲子 | 平野俊貴          | 黑田晃一郎          | 空流邊廣子                                                                                               | 橋本敬史     |
| 第十話   |          | 勇氣的飛翔       | 兵頭一步 | 加瀨充子          | 山內東生雄 稻葉友紀 | 柳瀨讓二、石川慎亮 原田理惠                                                                              | 橋本敬史     |
| 第十一話 |          | 戀歌             | 鈴木貴昭 | 本多康之 加瀨充子 | 阿部雅司 金森勝     | 大原和男、佐野隆雄 手島勇人、福田裕樹 田中誠輝、石川慎亮 小川繪理、津吹明日香 柳瀨讓二、才木康寬（機械） | 橋本敬史     |
| 第十二話 |          | 天空的盡頭       | 豬爪慎一 | 園田雅裕          | 園田雅裕            | 中島里惠、戶部敦夫 小美戶幸代                                                                            | 橋本敬史     |
| 第十三話 |          | 前往你所在的天空 | 豬爪慎一 | 鈴木利正          | 鈴木利正            | 原田大基、高鉾誠                                                                                         | 橋本敬史     |

### 播放電視台
日本深夜動畫：下文記載的日本国内播放時間使用日本標準時間（UTC+9）表示。因為部分時間标识會採用30小时制，因此請留意这类超过24:00的时间，其實際播放時間為翌日清晨。
| 播放地區 | 播放電視台   | 播放日期              | 播放時間（UTC+9）         | 所屬聯播網          | 備註   |
| -------- | ------------ | --------------------- | ------------------------- | ------------------- | ------ |
| 東京都   | TOKYO MX     | 2014年1月6日－3月31日 | 星期一 22時00分－22時30分 | 獨立UHF局           |        |
| 日本全國 | NICONICO直播 | 2014年1月6日－3月31日 | 星期一 22時00分－22時30分 | 網路電視            |        |
| 日本全國 | NICONICO頻道 | 2014年1月6日－3月31日 | 星期一 22時30分 更新      | 網路電視            |        |
| 兵庫縣   | SUN電視台    | 2014年1月6日－3月31日 | 星期一 26時00分－26時30分 | 獨立UHF局           |        |
| 日本全國 | AT-X         | 2014年1月7日－4月1日  | 星期二 22時30分－23時00分 | 衛星電視            | 有重播 |
| 日本全國 | BS日本       | 2014年1月12日－       | 星期日 24時00分－24時30分 | 日本電視網 衛星電視 |        |

## 外部連結
- GAGAGA文庫公式網站「GAGAGA WIRE」（日語）
- GAGAGA Channel（日語）
- 電視動畫官方網站 （页面存档备份，存于）（日語）
- 動畫「獻給某飛行員的戀歌」的X（前Twitter）（日語）